# Ben Hopkins
Ben Hopkins (Hong Kong, 1969) è un regista e sceneggiatore britannico.

## Biografia
Figlio di un professore di sociologia e storia dell'antichità, è nato ad Hong Kong, dove il padre insegnava all'epoca, ed è cresciuto tra Londra e Princeton. Ha studiato lingua e letteratura tedesca e italiana ad Oxford e poi regia cinematografica al Royal College of Art.
Ha fatto il suo esordio alla regia all'età di 29 anni col film Simon Magus, interpretato da Noah Taylor e in concorso al Festival di Berlino 1999. Ha lavorato anche nel cinema documentario, ricevendo una candidatura agli European Film Awards 2006 con 37 Uses for a Dead Sheep, reportage sugli usi e costumi di una tribù di nomadi kirghisi del Pamir, e realizzando un adattamento di Napoli '44 di Norman Lewis per la TV britannica. Affascinato dalla Turchia, Paese in cui ha girato diversi suoi film e documentari, col film Pazar - Bir ticaret masalı è stato il primo regista straniero a vincere l'Arancio d'oro al miglior film al Festival internazionale del cinema di Adalia.
È sposato con la turca Ceylan Ünal Hopkins.

## Filmografia

### Regista

#### Cinema
- National Achievement Day – cortometraggio (1996)
- Simon Magus (1999)
- The Nine Lives of Tomas Katz (2000)
- 37 Uses for a Dead Sheep – documentario (2006)
- Pazar - Bir ticaret masalı (2008)
- Lost in Karastan (2014)

#### Televisione
- Footprints – documentario (2003)
- Napoli: City of the Damned – documentario (2009)
- Hasret: Sehnsucht – documentario (2015)
- Slahi und seine Folterer - Das Leben nach Guantanamo – documentario (2021)

### Sceneggiatore
- Simon Magus (1999)
- Janice Beard - Segretaria in carriera (Janice Beard 45 WPM), regia di Clare Kilner (1999)
- The Nine Lives of Tomas Katz (2000)
- Pazar - Bir ticaret masalı (2008)
- Lost in Karastan (2014)
- Inside, regia di Vasilis Katsoupis (2023)
- Limonov, regia di Kirill Serebrennikov (2024)

## Riconoscimenti
- British Independent Film Awards
  - 2000 – Candidato al Premio "Douglas Hickox" per Simon Magus
- European Film Awards
  - 2006 – Candidatura al miglior documentario per 37 Uses for a Dead Sheep
- Festival internazionale del cinema di Berlino
  - 1999 – In concorso per l'Orso d'oro per Simon Magus
  - 2006 – Premio Caligari per 37 Uses for a Dead Sheep
- Festival internazionale del cinema di Adalia
  - 2008 – Arancio d'oro al miglior film per Pazar - Bir ticaret masalı
  - 2008 – Migliore sceneggiatura per Pazar - Bir ticaret masalı
- Sitges - Festival internazionale del cinema fantastico della Catalogna
  - 1999 – Miglior regista per Simon Magus
  - 1999 – In concorso per il miglior film per Simon Magus
  - 2001 – In concorso per il miglior film per The Nine Lives of Tomas Katz
- Festival internazionale del cinema di Porto
  - 2000 – Miglior regista per The Nine Lives of Tomas Katz
  - 2000 – In concorso per il miglior film per The Nine Lives of Tomas Katz
- Festival di Locarno
  - 2008 – In concorso per il Pardo d'oro per Pazar - Bir ticaret masalı